# 沙州路
沙州路（さしゅうろ）は、中国にかつて存在した路。モンゴル帝国および大元ウルスの時代に現在の甘粛省敦煌市一帯に設置された。
チンギス・カンによる西夏国征服後にジョチ家のバトゥに与えられており、平陽路とともに初期ジョチ・ウルスの投下領であった。13世紀後半にカイドゥの乱によって大元ウルスとジョチ・ウルスの交流が途絶えると、チャガタイ系ブヤン・ダシュを始祖とする西寧王家の拠点となり、西寧王家による沙州支配が明代初期まで続いた。

## 歴史
唐代の沙州を前身とする。唐代以後、沙州は長らく西夏国の領土であったが、1227年のチンギス・カンによる西夏国征服によってモンゴル帝国の領土となった。同年、西夏国の領土の内、沙州が長男ジョチ家のバトゥに、山丹が次男チャガタイに、西涼が三男オゴデイに、それぞれチンギス・カンによって分封された。ジョチ・チャガタイ・オゴデイ（西道諸王と総称される）にはこれ以前からモンゴル高原西部一帯、山西地方（平陽路・太原路・西京路）の領民（アイマグ＝投下）が均等に分配されており、沙州・山丹・西涼の分配もこれらと同様に「各王家均等」の原則に則って分割相続された領土であった。
1277年（至元14年）には州とされ、1280年（至元17年）には沙州路総管府に昇格された。一方、この頃西方ではカイドゥによる中央アジア制覇が進んだため、ハミル〜甘粛西部一帯には多数のチャガタイ系王族がクビライを頼って亡命し、ハミルを拠点とするチュベイを中心とした緩やかなまとまり（チュベイ・ウルス）を形成していた。その内、沙州にはチュベイの息子の一人ブヤン・ダシュが入り、以後沙州はブヤン・ダシュ家によって統治されるようになった。
朱元璋による明朝の建国後、沙州には沙州衛が設置されたが、実際にはブヤン・ダシュの末裔のエルケシリによる支配が続いていた。

## 管轄州
- 沙州
- 瓜州[5]